# 野田湾

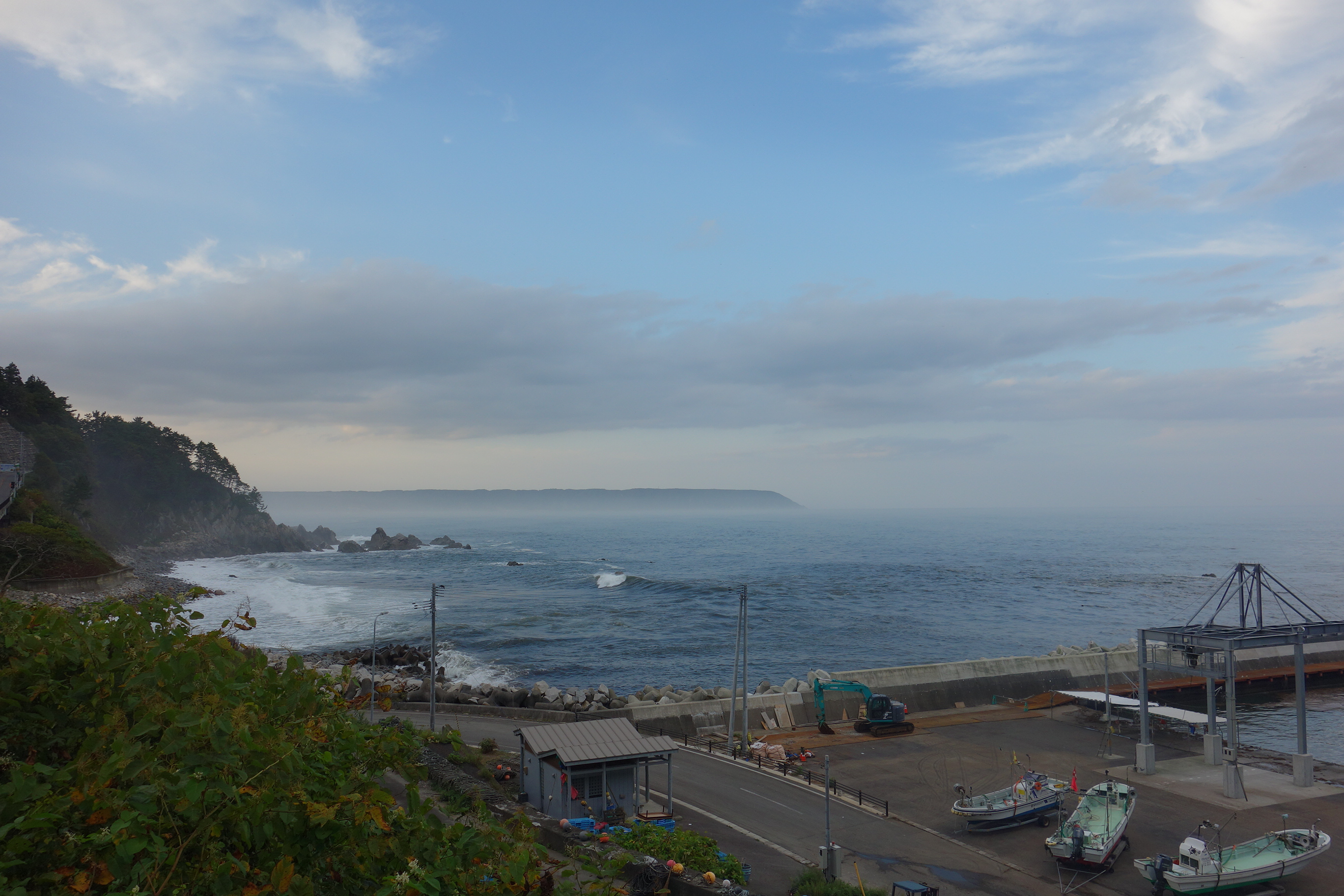
野田湾

野田湾（のだわん）は日本・岩手県東部にある湾。三陸海岸北部にある。東方向の太平洋に面した湾であり、幅は南北約9km、奥行き約3kmの開けた湾となっている。
湾の沿岸部は、ほとんどが野田村であり、港としては、湾北西岸に野田港があるほか、玉川漁港や下安家漁港がある。野田港付近で宇部川が流入してきているほか、安家川なども流入している。宇部川河口南側は、十府ヶ浦海岸として砂浜海岸となっているが、ほかの沿岸は湾南岸を中心に崖となっている箇所も多い。
座標: 北緯40度5分45秒 東経141度50分53秒 / 北緯40.09583度 東経141.84806度